# Оленине
Оле́нине (рос. Геленин (Жиров))  — село в Україні, у Камінь-Каширській громаді Камінь-Каширського району Волинської області. Населення становить 1057 осіб.

## Географія
Селом протікає річка Стохід.

## Назва
Неофіційно село до останнього часу носило назву Жирово. А мешканці села і жителі навколишніх населених пунктів і досі називають оленинців «жировцями». За переказами, пан, який знаходився в сусідньму селі відселяв непокірних селян «жирувати» на землі, де пізніше і утворилось поселення. Село згадується в хроніках по історії Першої світової війни як село Геленин. Згідно з переказами така назва походить від імені пані Гелени, якій це поселення належало. В радянські часи село стало називатися Оленине.
Частіше зустрічається версія, що стара назва села Жирово походить від риболовецьких снастей-сіток - «жиров», адже місцеві жителі здавна займалися рибним промислом, а на центральній пристані вздовж річки Стохід столяи скрині з рибою. Згодом, за польської доби, власник села подарував його своїй дочці Гелені. З того часу село звалося Геленин або Геленине. В радянські часи мешканців навколишніх хуторів Раблине, Вугол, Поболоття, Заріка, Гольське виселили саме сюди і зрештою у 1946 році перейменували село в Оленине.

## Історія
На нинішній території села здавна проживали люди.
Так, археологами на лівому березі річки Стохід виявлене і вивчене давнє поселення. Тут дослідниками було зібрано вироби з кременю, багато уламків посуду. Вчені віднесли ці вироби, як і саме поселення, у часі до бронзової доби, тобто 18-8 ст.до н. е., а за характером виробів — до так званої городоцько-здовбицької культури.
Значний ріст території і населення села відбувся після закінчення Другої світової війни за рахунок переселенців з навколишніх хуторів, внаслідок політики укрупнення населених пунктів, що її проводили органи радянської влади. На відміну від сусіднього села Боровного, яке згадується вже у історичних документах за 17 ст., і яке має типове давнє розташування (біля річки на узвишші), Оленине розташоване в улоговині.
У 1906 році село Боровенської волості Ковельського повіту Волинської губернії. Відстань від повітового міста 61 верст, від волості 3. Дворів 142, мешканців 864.
Під час Першої світової війни з початку липня 1916 року село входило до так званого «Червищанського плацдарму», утвореного наступом російських військ в трикутнику між Оленине, Нові Червища та Тоболи. Як свідчення тих часів збереглося так зване «міжнародне кладовище» («німецькі могилки»), в урочищі Радлина, де збереглися могили німецьких, австрійських та російських воїнів. Кладовище облаштоване польською владою у міжвоєнний період за кошти Лігі Націй.
У 1946 році наказом ПВР УРСР село Геленин перейменоване в Оленине.

## Люди
- Носовський Дмитро Миколайович (1992–2022)  – солдат Збройних Сил України, учасник російсько-української війни. Помер 4 серпня 2022 р. у госпіталі від бойових поранень.
- Миронов Тарас Костянтинович (1991-2024)  – солдат Збройних Сил України, учасник російсько-української війни. Загинув 28 квітня 2024 р. в Донецькій області під час виконання бойового завдання. Похований 30 квітня 2024 р. на місцевому кладовищі села Оленине.

## Населення
Згідно з переписом УРСР 1989 року чисельність наявного населення села становила 1082 особи, з яких 551 чоловік та 531 жінка.
За переписом населення України 2001 року в селі мешкало 1057 осіб.

### Мова
Розподіл населення за рідною мовою за даними перепису 2001 року:
| Мова       | Відсоток |
| ---------- | -------- |
| українська | 99,91 %  |
| російська  | 0,09 %   |